# سعید جلالی‌راد
سعید جلالی‌راد (زاده ۹ خرداد ۱۳۷۳ در مشهد) دروازه‌بان فوتبال اهل ایران است که برای باشگاه فوتبال فردوسی ثامن بازی می‌کند.